# Glaphyrina plicata
Glaphyrina plicata är en snäckart som beskrevs av Powell 1929. Glaphyrina plicata ingår i släktet Glaphyrina och familjen Fasciolariidae. Inga underarter finns listade i Catalogue of Life.